# Chemcraft

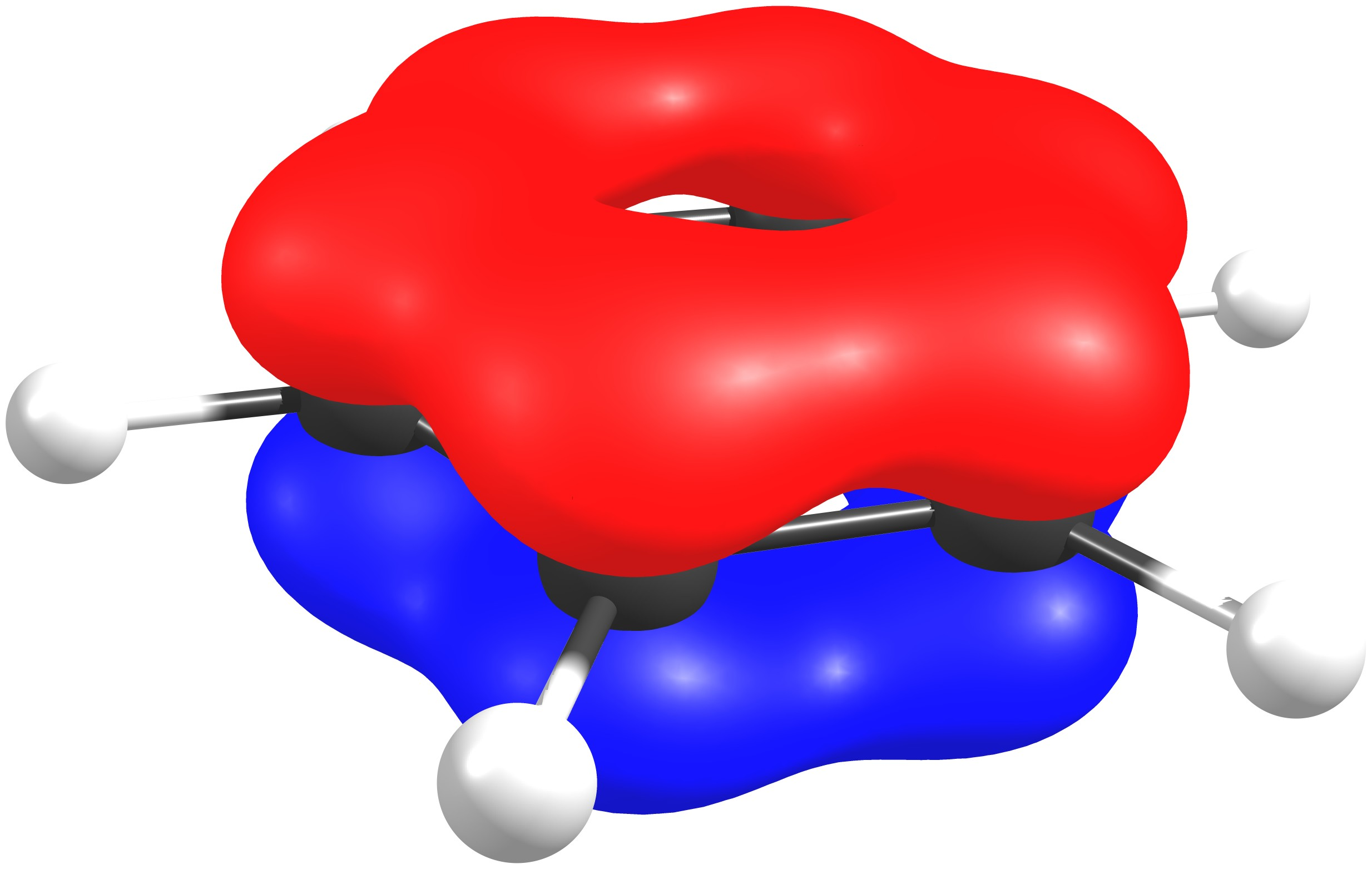
HOMO-4 von Benzol auf PW6B95D3/def2tzvp-Niveau, visualisiert mittels Chemcraft

Chemcraft ist eine Software zum Editieren und Visualisieren von Molekülen.

## Funktionen
Chemcraft kann Output-Dateien diverser Quantenchemieprogramme, darunter ADF, Dalton, GAMESS, GAUSSIAN, Molpro, ORCA, TURBOMOLE und VASP, lesen. Hinzu kommen weitere Dateiformate, beispielsweise in der Kristallographie verwendete .cif- oder SHELX-Dateien. Aus vielen dieser Daten können Energien und Orbitalgeometrien (sowohl von Molekül- als auch von Natural Bond Orbitalen) extrahiert und dargestellt, sowie berechnete Molekülschwingungen animiert werden. Darüber hinaus hat Chemcraft einen Moleküleditor implementiert.
Neben der kostenpflichtigen Vollversion steht auch eine kostenlose Testversion mit weniger Funktionalitäten zur Verfügung.